# Viktor Öhberg
Viktor Vilhelm Öhberg, född 15 februari 1830 i Pernå, död 17 november 1907 i Helsinge, var en finländsk skolman. Han var son till lukkari Isaac Öhberg och Maria Kristina Lihr.
Öhberg blev filosofie kandidat 1860. Han verkade 1857–1870 som lärare vid Helsingfors lyceum och var 1871–1901 folkskolinspektör i Helsingfors. Han var från 1886 till sin död ordförande i Svenska folkskolans vänner (en av föreningens grundare 1882) och vidare bland annat 1873–1907 direktionsordförande i Helsingfors utskänkningsaktiebolag, vars vinstmedel på hans initiativ användes bland annat till att uppföra folkbiblioteket vid Richardsgatan (numera en av Helsingfors stadsbiblioteks filialer) och till att anlägga folkparker på Högholmen och Fölisön. En dotterdotter till Öhberg var författaren Kerstin Söderholm.

## Verk
- Johan Ludvig Runeberg (1866)[2]
- Barndomsvännerna (1893)
- Berättelser af V.Ö. (1899)